# Concílio de Selêucia
O Concílio de Selêucia foi um sínodo ou concílios regionais da igreja antiga realizado em 359 na cidade de Selêucia Isaura (atual Silifke, na Turquia).

## História
Em 358, o imperador romano Constâncio II requisitou dois concílios, um dos bispos ocidentais em Arímino (Rimini) - o Concílio de Rimini - e outro dos bispos orientais em Nicomédia para resolver a controvérsia ariana, sobre a natureza da divindade de Jesus Cristo, que dividia então a igreja.
Um terremoto atingiu a Nicomédia, matando, entre outros, o bispo Cecrópio de Nicomédia. Como resultado, os bispos orientais acabaram se reunindo em 27 de setembro de 359 na cidade de Selêucia. O concílio, como esperado, estava amargamente divido. Os partidos opostos se reuniram em separado e acabaram chegando a decisões opostas. Basílio de Ancira, Macedônio I de Constantinopla e Patrófilo de Citópolis, com medo de que o concílio pudesse depô-los, atrasaram sua chegada. Cirilo de Jerusalém e Eustácio de Sebaste também enfrentaram acusações não resolvidas.

## O Concílio
No primeiro dia, Acácio de Cesareia, Jorge de Alexandria, Urânio de Tiro e Eudóxio de Antioquia - entre outros - quiseram resolver as acusações contra estes bispos e os desafios contra as credenciais deles antes de votar sobre assuntos teológicos. Jorge de Laodiceia, Sofrônio de Pompeiópolis e Elêusio de Cízico - entre outros - quiseram votar os assuntos teológicos primeiro, e venceram os primeiros votos procedimentais.
No segundo dia, Jorge de Laodiceia abriu o concílio para Basílio e outros bispos acusados, ignorando as acusações, enquanto bloqueava o acesso de Acácio e seus bispos. Eles assim reafirmaram o Credo de Antioquia de 341, que afirmava que o Filho era de substância similar ao Pai
Nos dias seguintes, porém, para conseguir um consenso mais amplo, Basílio e os bispos em disputa não participaram, enquanto Acácio e os demais sim. Acácio propôs um novo credo, com notas afirmando que o Filho era como o Pai, numa posição conciliadora entre a linguagem controversa de Niceia e Antioquia, condenando o anomoeanismo.
No final, o concílio se dividiu novamente. Basílio, Jorge de Laodiceia e o partido deles depuseram ou excomungaram os adversários, inclusive Acácio, Jorge de Alexandria, Urânio, Teodósio de Filadélfia, Evágrio de Melitene, Leôncio de Trípoli, Eudóxio de Antioquia, Astério de Petra e um que já tinha enfrentado acusações antes, Patrófilo. Acácio e seu partido desafiaram as decisões, assim como os anomoeanos.
No final daquele ano, Constâncio convocou ainda outro concílio, em Constantinopla, para reconsiderar as decisões de Arímino e resolver o cisma em Selêucia (Concílio de Constantinopla).